# Котські Альпи
44°38′43″ пн. ш. 7°05′30″ сх. д. / 44.645208333333° пн. ш. 7.091675° сх. д.
Ко́тські А́льпи (фр. Alpes Cottiennes італ. Cozie) — гори, частина Західних Альп на території Франції і Італії.
Котські Альпи відокремлені від Приморських Альп (на півдні) перевалом Ларш (Маддалена), від Грайських Альп (на півночі) — перевалом Мон-Сеніс, від Альп Дофіне (на заході) — перевалом Галіб'є.
- Довжина 100 км.
- Найвища точка — гора Монте Візо 3 841 м.

## Поділ
- Мон-Сеніс (гірський масив)
- Серс
- Кейра
- Юбей/Орней.

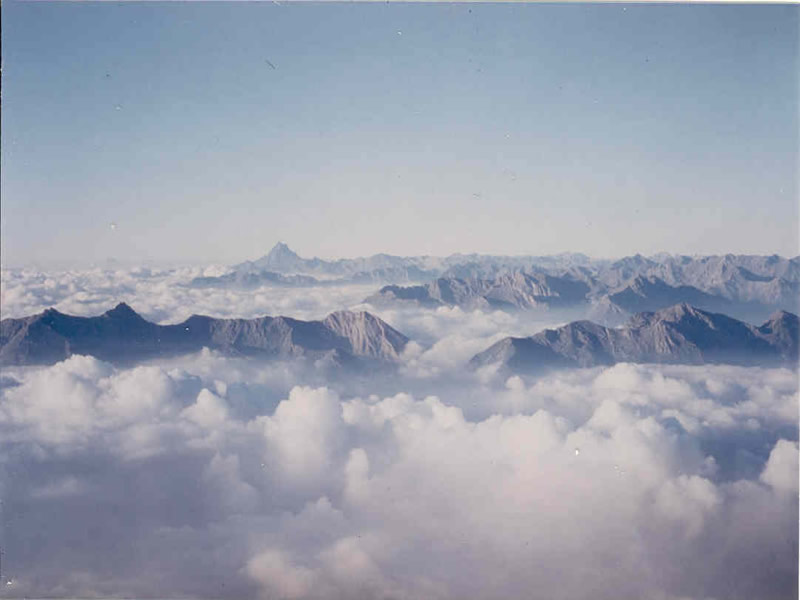
Монте Візо

Назва Котських Альп походить від імені вождя місцевих племен Коттія (лат. Caius Julius Cottius, італ. Cozio), що прийняли римське громадянство в кінці I століття до н. е. Котськими Альпами проходить найважливіша автомобільна та залізнична магістраль Гренобль, — Турин з тунелем Мон-Сеніч.
Складаються переважно з кристалічних сланців, гнейсів, пісковиків.
На схилах — широколисті та хвойні ліси, вище чагарники та луки.